# Mine de Baken
La mine de Baken est une ancienne mine à ciel ouvert de diamant située en Afrique du Sud près de la ville de Baken, à proximité de Sanddrift dans le Richtersveld. 
L'exploitation a commencé dans les années 1970. En 2017, gérée par Trans Hex (en), elle emploie 332 personnes et génère un déficit d'exploitation de plus de 35 millions de rands. En conséquence, l'arrêt de son explotation industrielle est décidée,.